# Mesostoma
Mesostoma is een geslacht van platwormen uit de familie van de Typhloplanidae.

## Soorten
- Mesostoma africanum Kolasa, 1976
- Mesostoma andicola (Schmarda, 1859)
- Mesostoma angulare Higley, 1918
- Mesostoma antarcticum Dreyer, 1918
- Mesostoma appinum Kolasa & Schwartz, 1988
- Mesostoma arctica Hyman, 1938
- Mesostoma balatonicum Szigethy, 1897
- Mesostoma bistrigatum Diesing, 1850
- Mesostoma brincki Marcus, 1970
- Mesostoma canum Weiss, 1909
- Mesostoma chusholensis Ruebush, 1939
- Mesostoma climenti Nasonov, 1924
- Mesostoma columbianum Hyman, 1939
- Mesostoma craci Schmidt, 1858
- Mesostoma cuenoti Dörler, 1900
- Mesostoma curvipenis Hyman, 1955
- Mesostoma ehrenbergii (Focke, 1836)
- Mesostoma ewerum Marcus EDB-R, 1951
- Mesostoma extremeniense Norena, Campo & Real, 1999
- Mesostoma georgianum Darlington, 1959
- Mesostoma hartmeyer Weiss, 1910
- Mesostoma hirudo Schmidt, 1858
- Mesostoma karrooense Dreyer, 1915
- Mesostoma lingua (Abildgaard, 1789)
- Mesostoma macropenis Hyman, 1939
- Mesostoma macroprostatum Hyman, 1939
- Mesostoma maculatum Hofsten N, 1916
- Mesostoma magnum Kolasa & Schwartz, 1988
- Mesostoma masovicum Dorner, 1902
- Mesostoma metopoglena (Schmarda, 1859)
- Mesostoma michaelseni Weiss, 1909
- Mesostoma murmanicum Nasonov, 1923
- Mesostoma mutabile Bohmig, 1902
- Mesostoma nigrirostrum Braun, 1885
- Mesostoma orabiense Beltagi & El-Said, 2004
- Mesostoma pattersoni Silliman, 1885
- Mesostoma platycephalum Braun, 1885
- Mesostoma platygastricum Hofsten N, 1924
- Mesostoma primitivum (Sabussowa, 1929)
- Mesostoma productum (Schmidt, 1848)
- Mesostoma punctatum Braun, 1885
- Mesostoma raugeense Braun, 1885
- Mesostoma rhynchotum Braun, 1885
- Mesostoma shebinense Beltagi, Ibrahim & Moustafa, 2001
- Mesostoma sibollae Kolasa, 1976
- Mesostoma sphaeropharynx (Schmarda, 1859)
- Mesostoma stagni Leuckart, 1859
- Mesostoma stimulosum Graff, 1903
- Mesostoma tetragonum (Müller, 1773)
- Mesostoma thamagai Artois, Willems, De Roeck, Jocque & Brendonck, 2005
- Mesostoma togarmense Ruebush, 1939
- Mesostoma tubiseminalis Smith, 1998
- Mesostoma ucamara Norena, Damborenea & Escobedo, 2006
- Mesostoma vernale Hyman, 1955
- Mesostoma viaregginum Kolasa, 1976
- Mesostoma vivipara Timoshkin, 1985
- Mesostoma zariae Kolasa & Mead, 1981